# ماهی ساجی میانه
ماهی ساجی میانه (به زبان ترکی ساج بالیغی)، غذای سنتی شهر میانه در استان آذربایجان شرقی است.

## طرز تهیه
برای تهیه این غذا پس از باز کردن شکمِ ماهی (اغلب ماهی قزل‌آلا)، به آن با نسبت مشخصی آرد و نمک زده و آن را روی صفحه فلزی گردی به نام ساج پهن و کباب می‌کنند. عدم استفاده از هرگونه روغن و غیر مستقیم بودن حرارت در این روش پخت، آن را به یکی از سالم‌ترین روش‌های طبخ ماهی با حفظ حداکثری مواد مغذی بدل کرده‌است.

## عرضه
امروزه غذاخوری‌هایی با نام ماهی پزی سنتی میانه در شهر میانه و سایر شهرهای ایران به عرضه این غذا می‌پردازند.

## نگارخانه

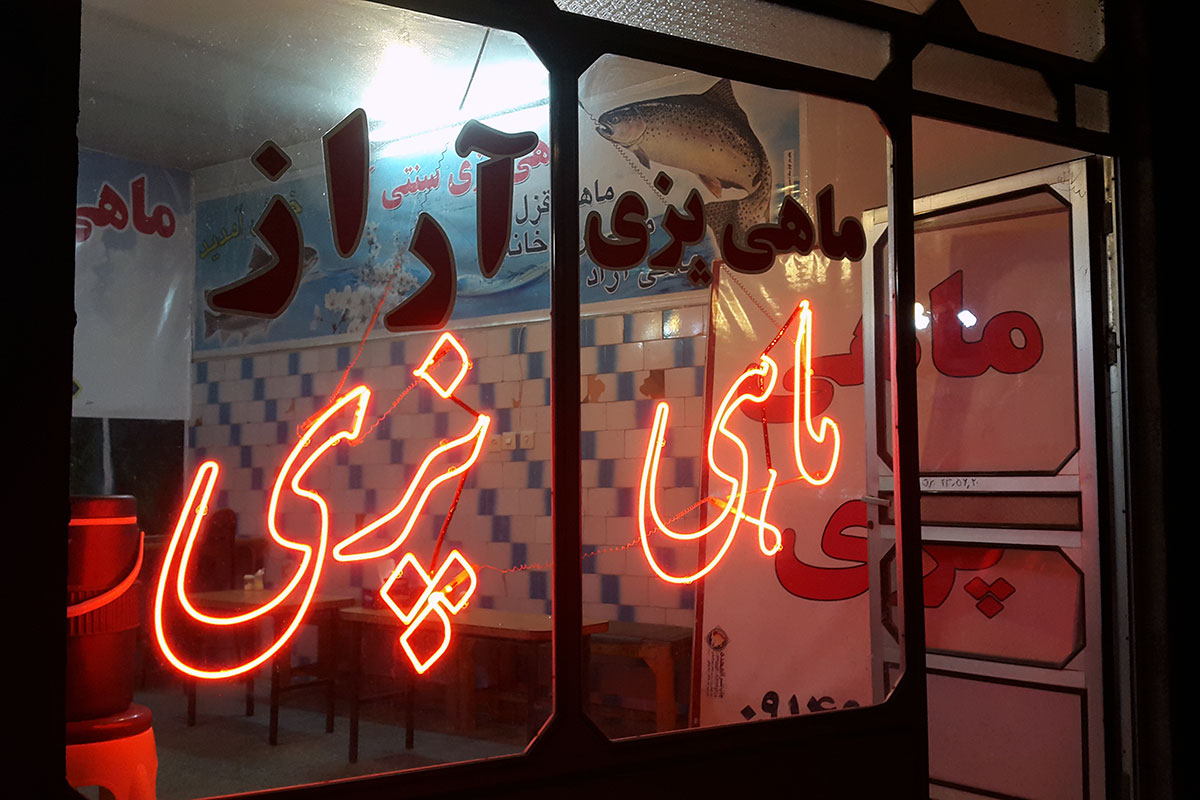
یک ماهی پزی سنتی در شهر میانه
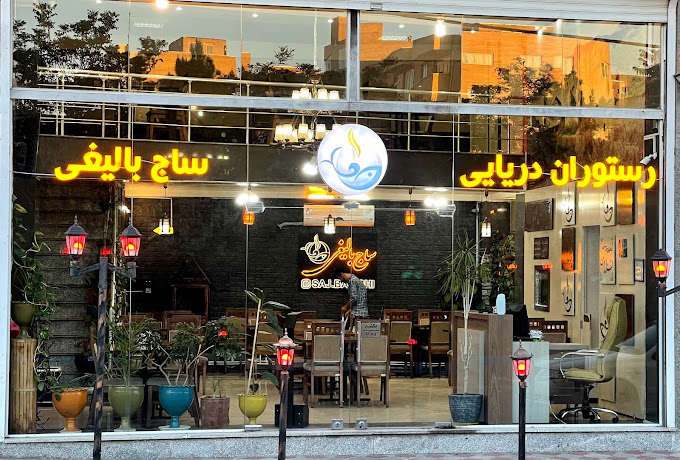
یک ماهی پزی مدرن در شهر تبریز
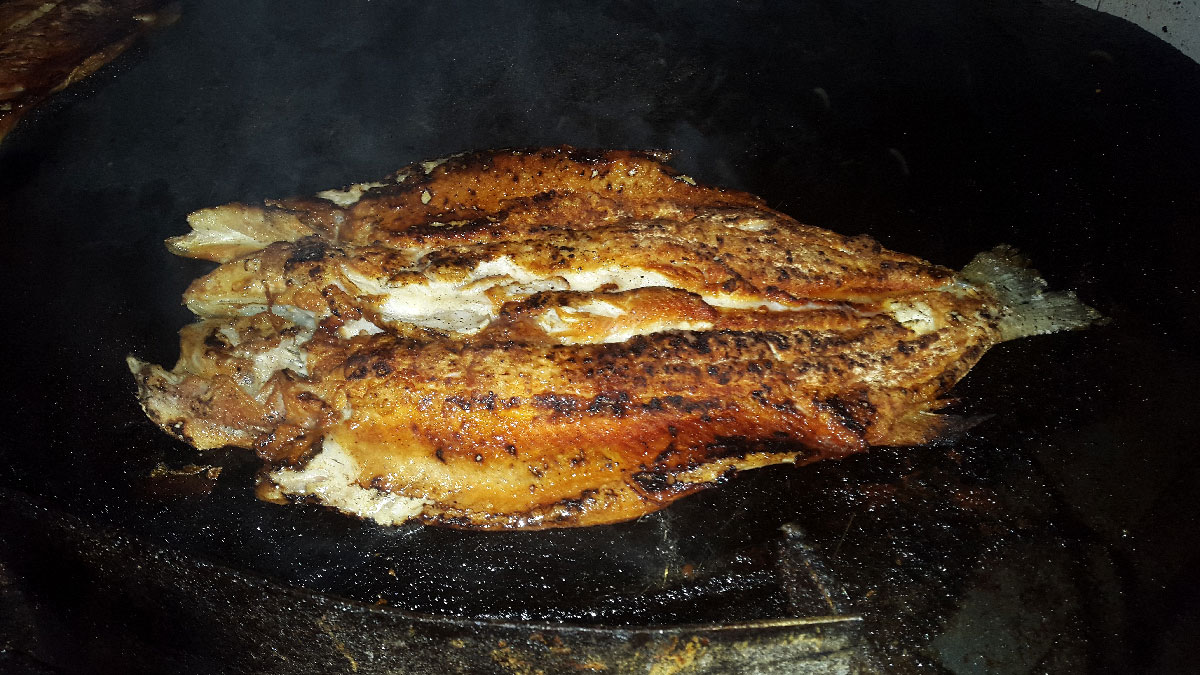
ماهی قزل‌آلا در حال پخت روی ساج به سبک سنتی میانه
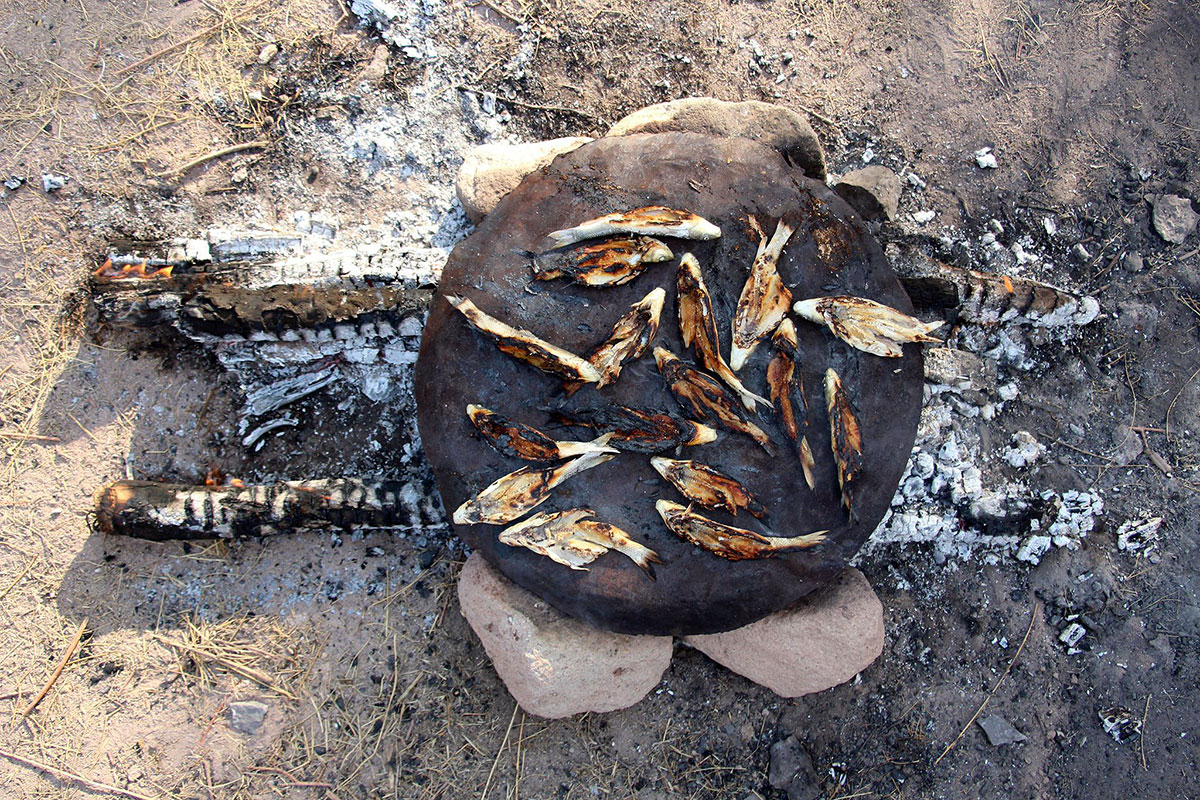
تهیه ماهی ساجی توسط ماهیگیران در ساحل رودخانه‌ای در میانه